# Dumsane Mabuza
Dumsane Mabuza (ur. 18 maja 1968) – suazyjski bokser.
Podczas Igrzysk w Seulu startował w wadze piórkowej. W drugiej rundzie przegrał na punkty z Richardem Pittmanem pochodzącym z Wysp Cooka.